# Yoon Bok-hee
Yoon Bok-Hee (Hangul:윤복희 hanja:尹福姬; Seúl, 9 de marzo de 1946) es una cantante, actriz y compositora surcoreana. Debutó en 1967.

## Biografía
Su padre es Yoon Bu-gil, un popular comediante y su madre es Sung Kyung-ja, una conocida bailarina clásica. Ella es conocida por ser una de las primeras surcoreanas en utilizar minifalda durante la década de 1960 y por sus canciones "Todo el mundo" y "Te seguiré".

## Conciertos
El 3 de mayo de 2014, se presentó con muchos otros populares artistas coreanos en el Festival de Música 12th Korea Times en los Estados Unidos, apenas semanas después de la tragedia nacional del Hundimiento de MV Sewol, y miles de cintas conmemorativas amarillas fueron pasadas a la audiencia.